# Prayungan (Sumberejo)
Prayungan is een bestuurslaag in het regentschap Bojonegoro van de provincie Oost-Java, Indonesië. Prayungan telt 2644 inwoners (volkstelling 2010).